# Çüngüş

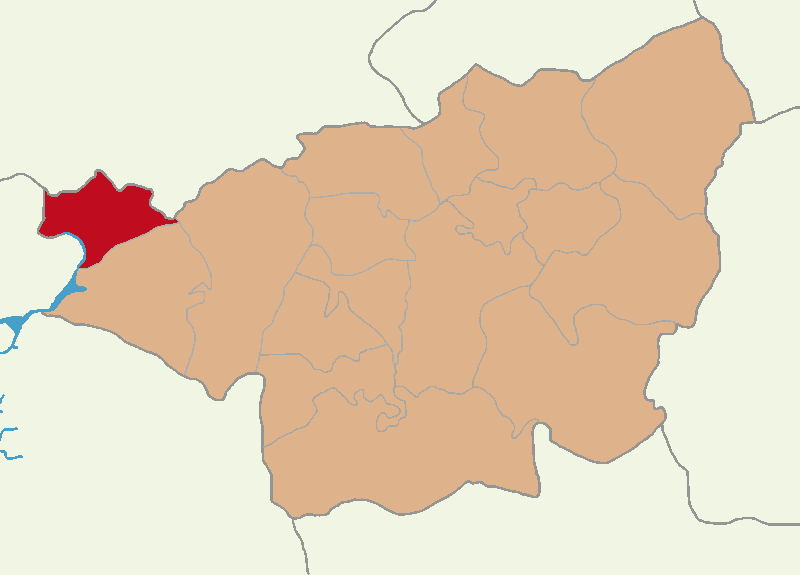
Lage von Çüngüş innerhalb von Diyarbakır

Çüngüş (zazaisch Şankuş) ist eine Stadt im gleichnamigen Landkreis der türkischen Provinz Diyarbakır und gleichzeitig ein Stadtbezirk der 1993 geschaffenen Büyükşehir belediyesi Diyarbakır (Großstadtgemeinde/Metropolprovinz). Çüngüş liegt im Westen der Provinz und grenzt an die Provinzen Malatya und Elazığ. Laut Logo wurde der Ort 1949 in den Rang einer Belediye erhoben und wurde 1953 zusammen mit einigen Dörfern vom Kreis Çermik abgespalten.
Ende 2020 war Çüngüş mit 11.293 Einwohnern der Landkreis mit der niedrigsten Bevölkerung in der Provinz Diyarbakır. Auch die Bevölkerungsdichte ist mit 22 Einwohnern je Quadratkilometer die niedrigste in der Provinz (Provinzdurchschnitt: 118 Einwohner je km²).